# Norddeutsche Metall-Berufsgenossenschaft
Die Norddeutsche Metall-Berufsgenossenschaft (NMBG) war die Berufsgenossenschaft der metallverarbeitenden Unternehmen in Norddeutschland. Sie bestand von 1885 bis 2007. Zuletzt war sie zuständig für 29.000 Betriebe und etwa 670.000 versicherte Beschäftigte in acht Bundesländern. 

## Aufgaben
Aufgabe der Berufsgenossenschaft war es, für die Verhütung von Arbeitsunfällen, Berufskrankheiten und arbeitsbedingten Gesundheitsgefahren zu sorgen. Nach Eintritt eines Arbeitsunfalls oder einer Berufskrankheit hatte sie die Gesundheit und Leistungsfähigkeit der verletzten Person wiederherzustellen und sie oder ihre Hinterbliebenen finanziell zu entschädigen.

## Zuständigkeit
Die Berufsgenossenschaft war sachlich zuständig für Unternehmen, die Eisen, Stahl oder Metall erzeugten oder Eisen, Stahl, Metall oder Kunststoff als Hauptmaterial be- oder verarbeiteten. Dazu zählten insbesondere Hochofenwerke, Stahl- und Walzwerke, Eisen- und Metallgießereien, Stahl- und Metallbauunternehmen, Schiffsbauer, Maschinenhersteller, Kfz-Hersteller, Kfz-Reparaturwerkstätten und Unternehmen des Metallhandwerks.
Die örtliche Zuständigkeit der Berufsgenossenschaft erstreckte sich auf die Länder Niedersachsen, Bremen, Hamburg, Schleswig-Holstein, Mecklenburg-Vorpommern, Brandenburg, Berlin sowie auf die Gebiete, die ehemals die Kreise Detmold, Lemgo und Waldeck bildeten.

## Geschichte
Die Berufsgenossenschaft wurde 1885 als Nordwestliche Eisen- und Stahl-Berufsgenossenschaft gegründet. Am 30. März 2007 schloss sie sich mit der Berufsgenossenschaft Metall Süd zur Berufsgenossenschaft Metall Nord Süd zusammen.